# Carlos Orbe
Carlos Aníbal Orbe Ruiz (* 11. Januar 1982) ist ein ecuadorianischer Fußballschiedsrichter.
Seit August 2010 leitet Orbe Spiele in der ecuadorianischen Serie A; bisher hatte er bereits über 220 Einsätze.
Von 2013 bis 2022 stand Orbe auf der Liste der FIFA-Schiedsrichter und leitete internationale Fußballpartien. In dieser Zeit hatte er 15 Einsätze in der Copa Libertadores und 12 Einsätze in der Copa Sudamericana. Er leitete Spiele bei der U-17-Südamerikameisterschaft 2015 in Paraguay, bei der U-20-Südamerikameisterschaft 2017 in Ecuador und bei der U-20-Südamerikameisterschaft 2019 in Chile. Zudem wurde Orbe für die Copa América 2019 in Brasilien nominiert, wurde bei dieser jedoch nicht als Hauptschiedsrichter eingesetzt.
Seit 2022 steht Orbe als Videoschiedsrichter auf der FIFA-Liste und wird seitdem ausschließlich als VAR bei internationalen Fußballspielen eingesetzt. Orbe war bei der U-20-Weltmeisterschaft 2023 in Argentinien als Videoschiedsrichter im Einsatz.